# Lista de canções gravadas por Oasis

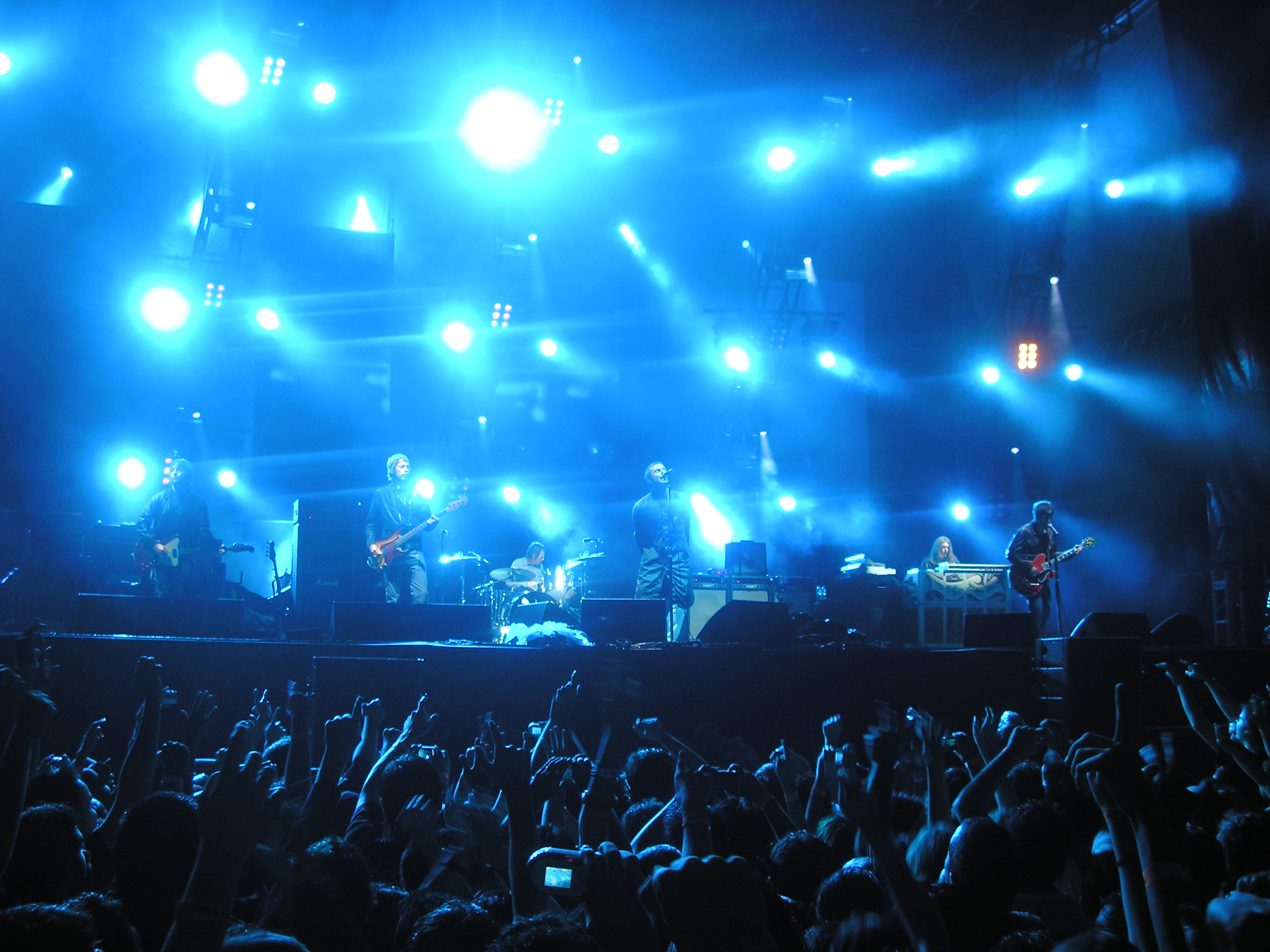
Oasis gravou mais de 130 canções desde a sua formação em 1991 até sua extinção em 2009.

A lista de canções gravadas por Oasis, uma banda de rock inglesa formada em 1991 na cidade de Manchester e extinta em 2009, consiste em 135 canções, das quais 78 estão apenas disponíveis nos sete álbuns de estúdio lançados pela banda.
O álbum de estreia Definitely Maybe (1994), cujo material foi inteiramente escrito por Noel Gallagher, contém onze faixas em sua versão standard, em um total de quatro singles: "Supersonic", "Shakermaker", "Live Forever" e "Cigarettes & Alcohol". Ainda naquele ano, foi lançado um single independente, "Whatever". A canção "Rock 'N' Roll Star" foi lançada como single promocional. Em 1995, a banda lançou o seu segundo álbum de estúdio, intitulado (What's the Story) Morning Glory?, contendo cinco singles das treze canções lançadas no material: "Some Might Say", "Roll with It", "Wonderwall", "Don't Look Back in Anger" e "Champagne Supernova". Todas as músicas foram novamente creditadas a Noel, embora a faixa de abertura "Hello" tenha sido também creditada a Gary Glitter e Mike Leander, devido ao uso de letras oriundas de "Hello, Hello, I'm Back Again". O grupo lançou seu terceiro álbum, Be Here Now (1997), composta inteiramente por Noel. Contém quatro singles: "D'You Know What I Mean?", "Stand by Me", "All Around the World" e "Don't Go Away".
Paul "Bonehead" Arthurs e Paul "Guigsy" McGuigan deixaram o grupo em 1999, deixando os irmãos Gallagher e Alan White para gravar o próximo álbum da banda. Em fevereiro de 2000 foi lançado Standing on the Shoulder of Giants, apresentando a primeira música escrita por Liam Gallagher, "Little James". Foram laçados quatro singles: "Go Let It Out", "Who Feels Love?" e "Sunday Morning Call". Depois de adicionar novos integrantes na banda, com o guitarrista Gem Archer e o baixista Andy Bell, lançaram Heathen Chemistry (2002), contando com a colaboração de boa parte dos membros na composição musical — incluindo o primeiro single "Songbird", escrito exclusivamente por Liam. Foram lançados cinco singles: "The Hindu Times", "Stop Crying Your Heart Out", "Little by Little", "She Is Love" e "Songbird". Em 2004, o baterista White deixou a banda, sendo substituído por Zak Starkey durante as turnês — assumindo seu lugar como membro extra-oficial. No ano seguinte, lançaram o sexto álbum Don't Believe the Truth (2005), na qual foi o bem mais aclamado material gravado da década de 2000. Foram lançados três promoções para divulgação: "Lyla", "The Importance of Being Idle" e "Let There Be Love". Por fim, o Oasis lançou seu sétimo e último álbum, denominado Dig Out Your Soul (2008), contando com seis canções escritas por Noel, três por Liam e uma de Archer e Bell. Starkey foi substituído por Chris Sharrock, depois que o álbum foi gravado. Foram lançados três singles: "The Shock of the Lightning", "I'm Outta Time" e "Falling Down".

## Colaborações e inspirações
Parcerias musicais mais notórias
- O Oasis regravou três canções dos The Beatles: "You've Got to Hide Your Love Away" (1965), "I Am the Walrus" (1967) e "Helter Skelter" (1968). Todas as faixas foram creditadas a Paul McCartney (esquerda) e John Lennon (direita)
- O Oasis gravou dois covers de Slade: "Cum On Feel the Noize" e "Merry Xmas Everybody" (1973), ambas escritas pelos músicos Noddy Holder (foto) e o baixista Jim Lea
- Gravaram uma versão cover da canção "Heroes" (1977), do músico David Bowie
- A banda britpop regravou a canção "Street Fighting Man" (1968), dos Rolling Stones, lançada como B-side do single "All Around the World" (1998). Foi escrita por Mick Jagger (esquerda) e Keith Richards (direita)
- Lançaram uma gravação do grupo The Who: "My Generation" (1965), escrita pelo guitarrista Pete Townshend, como o B-side dos singles "Little by Little" e "She Is Love" (2002)
- Neil Innes é creditado como co-escritor do single "Whatever" (1994), contendo elementos da música "How Sweet to Be a Idiot" (1973)
- A canção "Hello" credita Gary Glitter (foto) e Mike Leander, devido as semelhanças musicais com "Hello, Hello, I'm Back Again" (1973)
- Stevie Wonder (foto), Henry Cosby e Sylvia Moy são co-creditados como escritores de "Step Out", lançada como B-side do single "Don't Look Back in Anger" (1996), havendo semelhanças musicais com "Uptight (Everything's Alright)" (1965), por Wonder

## Lista de canções
|  | Canções lançadas como singles              |
|  | Canções lançadas como singles promocionais |
|  | Canções instrumentais                      |

| Canções lançadas em álbuns de estúdio e singles | Canções lançadas em álbuns de estúdio e singles | Canções lançadas em álbuns de estúdio e singles                   | Canções lançadas em álbuns de estúdio e singles | Canções lançadas em álbuns de estúdio e singles | Canções lançadas em álbuns de estúdio e singles | Canções lançadas em álbuns de estúdio e singles | Canções lançadas em álbuns de estúdio e singles |
| Ano                                             | Canção                                          | Canção                                                            | Lançado                                         | Composição                                      | Vocal                                           | Dur.                                            | Ref. e notas                                    |
| ----------------------------------------------- | ----------------------------------------------- | ----------------------------------------------------------------- | ----------------------------------------------- | ----------------------------------------------- | ----------------------------------------------- | ----------------------------------------------- | ----------------------------------------------- |
| 1995                                            |                                                 | "Acquiesce"                                                       | "Some Might Say"                                | Noel Gallagher                                  | Liam Gallagher · Noel                           | 4:25                                            | [ 37 ]                                          |
| 2008                                            |                                                 | "Ain't Got Nothin'"                                               | Dig Out Your Soul                               | Liam                                            | Liam                                            | 2:14                                            | [ 38 ]                                          |
| 1994                                            |                                                 | "Alive"                                                           | "Shakermaker"                                   | Noel                                            | Liam                                            | 3:56                                            | [ 39 ]                                          |
| 1997                                            |                                                 | "All Around the World"                                            | Be Here Now                                     | Noel                                            | Liam                                            | 9:20                                            | [ 40 ]                                          |
| 1997                                            |                                                 | "All Around the World (Reprise)"                                  | Be Here Now                                     | Noel                                            | N/A                                             | 2:10                                            | [ 41 ]                                          |
| 1997                                            |                                                 | "Angel Child"                                                     | "D'You Know What I Mean?"                       | Noel                                            | Noel                                            | 4:28                                            | [ 42 ]                                          |
| 2000                                            |                                                 | "(As Long as They've Got) Cigarettes in Hell"                     | "Go Let It Out"                                 | Noel                                            | Noel                                            | 4:21                                            | [ 43 ]                                          |
| 2005                                            |                                                 | "A Bell Will Ring"                                                | Don't Believe the Truth                         | Gem Archer                                      | Liam                                            | 3:07                                            | [ 44 ]                                          |
| 2002                                            |                                                 | "A Quick Peep"                                                    | Heathen Chemistry                               | Andy Bell                                       | N/A                                             | 1:17                                            | [ 45 ]                                          |
| 1997                                            |                                                 | "Be Here Now" (conhecido como "Trip Inside")                      | Be Here Now                                     | Noel                                            | Liam                                            | 5:13                                            | [ 46 ] [ nota 1 ]                               |
| 2002                                            |                                                 | "Better Man"                                                      | Heathen Chemistry                               | Liam                                            | Liam                                            | 4:20                                            | [ 48 ] [ nota 2 ]                               |
| 1995                                            |                                                 | "Bonehead's Bank Holiday"                                         | (What's the Story) Morning Glory?               | Noel                                            | Noel                                            | 4:03                                            | [ 50 ] [ nota 3 ]                               |
| 2002                                            |                                                 | "Born on a Different Cloud"                                       | Heathen Chemistry                               | Liam · Noel                                     | Liam                                            | 6:08                                            | [ 52 ]                                          |
| 2008                                            |                                                 | "Boy with the Blues"                                              | Dig Out Your Soul                               | Liam                                            | Liam                                            | 4:40                                            | [ 53 ] [ nota 4 ]                               |
| 1994                                            |                                                 | "Bring It on Down"                                                | Definitely Maybe                                | Noel                                            | Liam                                            | 4:17                                            | [ 55 ]                                          |
| 2005                                            |                                                 | "Can Y'See It Now? (I Can See It Now!!)"                          | Don't Believe the Truth                         | Noel                                            | Noel                                            | 4:06                                            | [ 55 ] [ nota 5 ]                               |
| 2000                                            |                                                 | "Carry Us All"                                                    | "Sunday Morning Call"                           | Noel                                            | Noel                                            | 4:00                                            | [ 57 ]                                          |
| 1995                                            |                                                 | "Cast No Shadow"                                                  | (What's the Story) Morning Glory?               | Noel                                            | Liam                                            | 4:51                                            | [ 58 ]                                          |
| 1995                                            |                                                 | "Champagne Supernova"                                             | (What's the Story) Morning Glory?               | Noel                                            | Liam                                            | 7:27                                            | [ 59 ] [ nota 6 ]                               |
| 1994                                            |                                                 | "Cigarettes & Alcohol"                                            | Definitely Maybe                                | Noel                                            | Liam                                            | 4:49                                            | [ 61 ]                                          |
| 1994                                            |                                                 | "Cloudburst"                                                      | "Live Forever"                                  | Noel                                            | Liam                                            | 5:21                                            | [ 62 ]                                          |
| 1994                                            |                                                 | "Columbia"                                                        | Definitely Maybe                                | Noel                                            | Liam                                            | 6:17                                            | [ 63 ]                                          |
| 1996                                            |                                                 | "Cum On Feel the Noize" (versão cover de Slade)                   | "Don't Look Back in Anger"                      | Noddy Holder · Jim Lea                          | Liam                                            | 5:09                                            | [ 64 ]                                          |
| 1994                                            |                                                 | "D'Yer Wanna Be a Spaceman?"                                      | "Shakermaker"                                   | Noel                                            | Noel                                            | 2:41                                            | [ 65 ]                                          |
| 1997                                            |                                                 | "D'You Know What I Mean?"                                         | Be Here Now                                     | Noel                                            | Liam                                            | 7:42                                            | [ 66 ]                                          |
| 1994                                            |                                                 | "Digsy's Dinner"                                                  | Definitely Maybe                                | Noel                                            | Liam                                            | 2:32                                            | [ 67 ]                                          |
| 1997                                            |                                                 | "Don't Go Away"                                                   | Be Here Now                                     | Noel                                            | Liam                                            | 4:48                                            | [ 68 ]                                          |
| 1995                                            |                                                 | "Don't Look Back in Anger"                                        | (What's the Story) Morning Glory?               | Noel                                            | Noel                                            | 4:48                                            | [ 69 ]                                          |
| 2020                                            |                                                 | "Don't Stop..."                                                   | Não lançado em álbum                            | Noel                                            | Noel                                            | 4:56                                            | [ 70 ]                                          |
| 2005                                            |                                                 | "Eyeball Tickler"                                                 | "Lyla"                                          | Archer                                          | Liam                                            | 2:47                                            | [ 71 ]                                          |
| 1994                                            |                                                 | "Fade Away"                                                       | "Cigarettes & Alcohol"                          | Noel                                            | Liam                                            | 4:13                                            | [ 72 ]                                          |
| 1997                                            |                                                 | "Fade In-Out"                                                     | Be Here Now                                     | Noel                                            | Liam                                            | 6:52                                            | [ 73 ]                                          |
| 2008                                            |                                                 | "Falling Down"                                                    | Dig Out Your Soul                               | Noel                                            | Noel                                            | 4:20                                            | [ 74 ]                                          |
| 1998                                            |                                                 | "Flashbax"                                                        | "All Around the World"                          | Noel                                            | Noel                                            | 5:07                                            | [ 75 ]                                          |
| 2002                                            |                                                 | "Force of Nature"                                                 | Heathen Chemistry                               | Noel                                            | Noel                                            | 4:51                                            | [ 76 ]                                          |
| 2000                                            |                                                 | "Fuckin' in the Bushes"                                           | Standing on the Shoulder of Giants              | Noel                                            | N/A                                             | 3:18                                            | [ 77 ]                                          |
| 2000                                            |                                                 | "Full On"                                                         | "Sunday Morning Call"                           | Noel                                            | Noel                                            | 4:16                                            | [ 78 ]                                          |
| 2000                                            |                                                 | "Gas Panic!"                                                      | Standing on the Shoulder of Giants              | Noel                                            | Liam                                            | 6:08                                            | [ 79 ]                                          |
| 2008                                            |                                                 | "(Get Off Your) High Horse Lady"                                  | Dig Out Your Soul                               | Noel                                            | Noel                                            | 4:06                                            | [ 80 ]                                          |
| 2000                                            |                                                 | "Go Let It Out"                                                   | Standing on the Shoulder of Giants              | Noel                                            | Noel                                            | 4:39                                            | [ 81 ]                                          |
| 1997                                            |                                                 | "Going Nowhere"                                                   | "Stand by Me"                                   | Noel                                            | Noel                                            | 4:41                                            | [ 82 ]                                          |
| 2005                                            |                                                 | "Guess God Thinks I'm Abel"                                       | Don't Believe the Truth                         | Liam                                            | Liam                                            | 3:24                                            | [ 83 ]                                          |
| 1994                                            |                                                 | "Half the World Away"                                             | "Whatever"                                      | Noel                                            | Noel                                            | 4:21                                            | [ 84 ]                                          |
| 1995                                            |                                                 | "Headshrinker"                                                    | "Some Might Say"                                | Noel                                            | Liam                                            | 4:38                                            | [ 85 ]                                          |
| 1995                                            |                                                 | "Hello"                                                           | (What's the Story) Morning Glory?               | Noel · Gary Glitter · Mike Leander              | Liam                                            | 3:21                                            | [ 86 ]                                          |
| 2000                                            |                                                 | "Helter Skelter" (versão cover de The Beatles)                    | "Who Feels Love?"                               | John Lennon · Paul McCartney                    | Noel                                            | 5:51                                            | [ 23 ]                                          |
| 1997                                            |                                                 | "Heroes" (versão cover de David Bowie)                            | "D'You Know What I Mean?"                       | David Bowie · Brian Eno                         | Noel                                            | 4:09                                            | [ 87 ]                                          |
| 1995                                            |                                                 | "Hey Now!"                                                        | (What's the Story) Morning Glory?               | Noel                                            | Liam                                            | 5:41                                            | [ 88 ]                                          |
| 2002                                            |                                                 | "Hung in a Bad Place"                                             | Heathen Chemistry                               | Archer                                          | Liam                                            | 3:28                                            | [ 89 ]                                          |
| 2008                                            |                                                 | "I Believe in All"                                                | Dig Out Your Soul                               | Liam                                            | Liam                                            | 2:41                                            | [ 90 ] [ nota 7 ]                               |
| 2000                                            |                                                 | "I Can See a Liar"                                                | Standing on the Shoulder of Giants              | Noel                                            | Liam                                            | 3:13                                            | [ 92 ]                                          |
| 1997                                            |                                                 | "(I Got) the Fever"                                               | "Stand by Me"                                   | Noel                                            | Liam                                            | 5:14                                            | [ 93 ]                                          |
| 1997                                            |                                                 | "I Hope, I Think, I Know"                                         | Be Here Now                                     | Noel                                            | Liam                                            | 4:23                                            | [ 94 ]                                          |
| 2008                                            |                                                 | "I'm Outta Time"                                                  | Dig Out Your Soul                               | Liam                                            | Liam                                            | 4:10                                            | [ 95 ] [ nota 8 ]                               |
| 2002                                            |                                                 | "Idler's Dream"                                                   | "The Hindu Times"                               | Noel                                            | Noel                                            | 2:57                                            | [ 97 ]                                          |
| 2016                                            |                                                 | "If We Shadows"                                                   | Be Here Now (reedição)                          | Noel                                            | Noel                                            | 4:53                                            | [ 98 ]                                          |
| 1995                                            |                                                 | "It's Better People"                                              | "Roll with It"                                  | Noel                                            | Noel                                            | 3:59                                            | [ 99 ]                                          |
| 1997                                            |                                                 | "It's Gettin' Better (Man!!)"                                     | Be Here Now                                     | Noel                                            | Liam                                            | 7:00                                            | [ 100 ]                                         |
| 1994                                            |                                                 | "(It's Good) to Be Free"                                          | "Whatever"                                      | Noel                                            | Noel                                            | 3:59                                            | [ 101 ]                                         |
| 2002                                            |                                                 | "Just Getting Older"                                              | "The Hindu Times"                               | Noel                                            | Noel                                            | 3:17                                            | [ 102 ]                                         |
| 2005                                            |                                                 | "Keep the Dream Alive"                                            | Don't Believe the Truth                         | Bell                                            | Liam                                            | 5:45                                            | [ 103 ]                                         |
| 2005                                            |                                                 | "Let There Be Love"                                               | Don't Believe the Truth                         | Noel                                            | Noel · Liam                                     | 5:31                                            | [ 104 ]                                         |
| 2000                                            |                                                 | "Let's All Make Believe"                                          | "Go Let It Out"                                 | Noel                                            | Liam                                            | 3:53                                            | [ 22 ]                                          |
| 1994                                            |                                                 | "Listen Up"                                                       | "Cigarettes & Alcohol"                          | Noel                                            | Liam                                            | 6:39                                            | [ 105 ]                                         |
| 2002                                            |                                                 | "Little by Little"                                                | Heathen Chemistry                               | Noel                                            | Noel                                            | 4:52                                            | [ 106 ]                                         |
| 2000                                            |                                                 | "Little James"                                                    | Standing on the Shoulder of Giants              | Liam                                            | Liam                                            | 4:15                                            | [ 107 ]                                         |
| 1994                                            |                                                 | "Live Forever"                                                    | Definitely Maybe                                | Noel                                            | Liam                                            | 4:36                                            | [ 108 ]                                         |
| 2007                                            |                                                 | "Lord Don't Slow Me Down"                                         | Não lançado em álbum                            | Noel                                            | Noel                                            | 3:17                                            | [ 109 ]                                         |
| 2005                                            |                                                 | "Love Like a Bomb"                                                | Don't Believe the Truth                         | Noel · Liam · Archer                            | Liam                                            | 2:52                                            | [ 110 ]                                         |
| 2005                                            |                                                 | "Lyla"                                                            | Don't Believe the Truth                         | Noel                                            | Liam                                            | 5:10                                            | [ 111 ]                                         |
| 1997                                            |                                                 | "Magic Pie"                                                       | Be Here Now                                     | Noel                                            | Noel                                            | 7:19                                            | [ 112 ]                                         |
| 1994                                            |                                                 | "Married with Children"                                           | Definitely Maybe                                | Noel                                            | Liam                                            | 3:15                                            | [ 113 ]                                         |
| 2003                                            |                                                 | "Merry Xmas Everybody" (versão cover de Slade)                    | NME Presents: 1 Love                            | Holder · Lea                                    | Noel                                            | 4:20                                            | [ 114 ]                                         |
| 1995                                            |                                                 | "Morning Glory"                                                   | (What's the Story) Morning Glory?               | Noel                                            | Liam                                            | 5:03                                            | [ 115 ]                                         |
| 2005                                            |                                                 | "Mucky Fingers"                                                   | Don't Believe the Truth                         | Noel                                            | Noel                                            | 3:56                                            | [ 116 ]                                         |
| 1997                                            |                                                 | "My Big Mouth"                                                    | Be Here Now                                     | Noel                                            | Liam                                            | 5:02                                            | [ 117 ]                                         |
| 2002                                            |                                                 | "My Generation" (versão cover de The Who)                         | "Little by Little" / "She Is Love"              | Pete Townshend                                  | Liam · Noel                                     | 4:05                                            | [ 118 ] [ nota 9 ]                              |
| 1997                                            |                                                 | "My Sister Lover"                                                 | "Stand by Me"                                   | Noel                                            | Liam                                            | 5:58                                            | [ 120 ]                                         |
| 2000                                            |                                                 | "One Way Road"                                                    | "Who Feels Love?"                               | Noel                                            | Noel                                            | 4:03                                            | [ 23 ]                                          |
| 2005                                            |                                                 | "Part of the Queue"                                               | Don't Believe the Truth                         | Noel                                            | Noel                                            | 3:48                                            | [ 121 ]                                         |
| 2005                                            |                                                 | "Pass Me Down the Wine"                                           | "The Importance of Being Idle"                  | Liam                                            | Liam                                            | 3:51                                            | [ 122 ]                                         |
| 2002                                            |                                                 | "(Probably) All in the Mind"                                      | Heathen Chemistry                               | Noel                                            | Liam                                            | 4:02                                            | [ 123 ]                                         |
| 2000                                            |                                                 | "Put Yer Money Where Yer Mouth Is"                                | Standing on the Shoulder of Giants              | Noel                                            | Liam · Noel                                     | 4:27                                            | [ 124 ]                                         |
| 1994                                            |                                                 | "Rock 'N' Roll Star"                                              | Definitely Maybe                                | Noel                                            | Liam                                            | 5:23                                            | [ 8 ]                                           |
| 1995                                            |                                                 | "Rockin' Chair"                                                   | "Roll with It"                                  | Noel                                            | Liam                                            | 4:36                                            | [ 125 ]                                         |
| 2000                                            |                                                 | "Roll It Over"                                                    | Standing on the Shoulder of Giants              | Noel                                            | Liam                                            | 6:30                                            | [ 126 ]                                         |
| 1995                                            |                                                 | "Roll with It"                                                    | (What's the Story) Morning Glory?               | Noel                                            | Liam                                            | 3:59                                            | [ 127 ]                                         |
| 1995                                            |                                                 | "Round Are Way"                                                   | "Wonderwall"                                    | Noel                                            | Liam                                            | 5:42                                            | [ 128 ]                                         |
| 1994                                            |                                                 | "Sad Song"                                                        | Definitely Maybe                                | Noel                                            | Noel                                            | 4:27                                            | [ 129 ] [ nota 10 ]                             |
| 1994                                            |                                                 | "Shakermaker"                                                     | Definitely Maybe                                | Noel                                            | Liam                                            | 5:08                                            | [ 131 ]                                         |
| 2002                                            |                                                 | "She Is Love"                                                     | Heathen Chemistry                               | Noel                                            | Noel                                            | 3:09                                            | [ 132 ]                                         |
| 1995                                            |                                                 | "She's Electric"                                                  | (What's the Story) Morning Glory?               | Noel                                            | Liam                                            | 3:40                                            | [ 133 ]                                         |
| 2002                                            |                                                 | "Shout It Out Loud"                                               | "Stop Crying Your Heart Out"                    | Noel                                            | Noel                                            | 4:20                                            | [ 134 ]                                         |
| 2005                                            |                                                 | "Sittin' Here in Silence (On My Own)"                             | "Let There Be Love"                             | Noel                                            | Noel                                            | 1:58                                            | [ 135 ]                                         |
| 1994                                            |                                                 | "Slide Away"                                                      | Definitely Maybe                                | Noel                                            | Liam                                            | 6:32                                            | [ 135 ]                                         |
| 2008                                            |                                                 | "Soldier On"                                                      | Dig Out Your Soul                               | Noel                                            | Liam                                            | 4:50                                            | [ 136 ]                                         |
| 1995                                            |                                                 | "Some Might Say"                                                  | (What's the Story) Morning Glory?               | Noel                                            | Liam                                            | 5:29                                            | [ 137 ]                                         |
| 2002                                            |                                                 | "Songbird"                                                        | Heathen Chemistry                               | Liam                                            | Liam                                            | 2:07                                            | [ 138 ]                                         |
| 1997                                            |                                                 | "Stand by Me"                                                     | Be Here Now                                     | Noel                                            | Liam                                            | 5:55                                            | [ 139 ]                                         |
| 1997                                            |                                                 | "Stay Young"                                                      | "D'You Know What I Mean?"                       | Noel                                            | Liam                                            | 5:06                                            | [ 140 ]                                         |
| 1996                                            |                                                 | "Step Out"                                                        | "Don't Look Back in Anger"                      | Noel · Stevie Wonder · Henry Cosby · Sylvia Moy | Noel                                            | 3:40                                            | [ 141 ]                                         |
| 2002                                            |                                                 | "Stop Crying Your Heart Out"                                      | Heathen Chemistry                               | Noel                                            | Liam                                            | 5:03                                            | [ 142 ]                                         |
| 2014                                            |                                                 | "Strange Thing"                                                   | Definitely Maybe (reedição)                     | Noel                                            | Liam                                            | 5:14                                            | [ 143 ]                                         |
| 1998                                            |                                                 | "Street Fighting Man" (versão cover de The Rolling Stones)        | "All Around the World"                          | Mick Jagger · Keith Richards                    | Liam                                            | 3:54                                            | [ 144 ]                                         |
| 2000                                            |                                                 | "Sunday Morning Call"                                             | Standing on the Shoulder of Giants              | Noel                                            | Noel                                            | 5:12                                            | [ 145 ]                                         |
| 1994                                            |                                                 | "Supersonic"                                                      | Definitely Maybe                                | Noel                                            | Liam                                            | 4:43                                            | [ 146 ]                                         |
| 1994                                            |                                                 | "Take Me Away"                                                    | "Supersonic"                                    | Noel                                            | Noel                                            | 4:30                                            | [ 147 ]                                         |
| 1995                                            |                                                 | "Talk Tonight"                                                    | "Some Might Say"                                | Noel                                            | Noel                                            | 4:21                                            | [ 148 ]                                         |
| 2002                                            |                                                 | "Thank You for the Good Times"                                    | "Stop Crying Your Heart Out"                    | Bell                                            | Liam                                            | 4:32                                            | [ 149 ]                                         |
| 2009                                            |                                                 | "Those Swollen Hand Blues"                                        | "Falling Down"                                  | Noel                                            | Noel                                            | 3:19                                            | [ 150 ]                                         |
| 2008                                            |                                                 | "To Be Where There's Life"                                        | Dig Out Your Soul                               | Archer                                          | Liam                                            | 4:35                                            | [ 151 ]                                         |
| 2005                                            |                                                 | "Turn Up the Sun"                                                 | Don't Believe the Truth                         | Bell                                            | Liam                                            | 3:59                                            | [ 152 ]                                         |
| 2002                                            |                                                 | "The Cage"                                                        | Heathen Chemistry                               | Noel                                            | N/A                                             | 4:20                                            | [ 153 ] [ nota 11 ]                             |
| 1998                                            |                                                 | "The Fame"                                                        | "All Around the World"                          | Noel                                            | Noel                                            | 4:35                                            | [ 155 ]                                         |
| 1997                                            |                                                 | "The Girl in the Dirty Shirt"                                     | Be Here Now                                     | Noel                                            | Liam                                            | 5:49                                            | [ 156 ]                                         |
| 2002                                            |                                                 | "The Hindu Times"                                                 | Heathen Chemistry                               | Noel                                            | Liam                                            | 3:46                                            | [ 157 ]                                         |
| 2005                                            |                                                 | "The Importance of Being Idle"                                    | Don't Believe the Truth                         | Noel                                            | Noel                                            | 3:39                                            | [ 158 ]                                         |
| 1995                                            |                                                 | "The Masterplan"                                                  | "Wonderwall"                                    | Noel                                            | Noel                                            | 5:23                                            | [ 159 ]                                         |
| 2005                                            |                                                 | "The Meaning of Soul"                                             | Don't Believe the Truth                         | Noel                                            | Noel                                            | 1:42                                            | [ 160 ]                                         |
| 2008                                            |                                                 | "The Nature of Reality"                                           | Dig Out Your Soul                               | Bell                                            | Liam                                            | 3:47                                            | [ 161 ]                                         |
| 2005                                            |                                                 | "The Quiet Ones"                                                  | "The Importance of Being Idle"                  | Archer                                          | Liam                                            | 2:01                                            | [ 162 ]                                         |
| 2008                                            |                                                 | "The Shock of the Lightning"                                      | Dig Out Your Soul                               | Noel                                            | Liam                                            | 4:59                                            | [ 163 ]                                         |
| 1995                                            |                                                 | "The Swamp Song"                                                  | "Wonderwall"                                    | Noel                                            | N/A                                             | 2:10                                            | [ 41 ]                                          |
| 2008                                            |                                                 | "The Turning"                                                     | Dig Out Your Soul                               | Noel                                            | Liam                                            | 5:04                                            | [ 164 ]                                         |
| 1996                                            |                                                 | "Underneath the Sky"                                              | "Don't Look Back in Anger"                      | Noel                                            | Liam                                            | 3:20                                            | [ 165 ]                                         |
| 1994                                            |                                                 | "Up in the Sky"                                                   | Definitely Maybe                                | Noel                                            | Liam                                            | 4:28                                            | [ 166 ]                                         |
| 2008                                            |                                                 | "Waiting for the Rapture"                                         | Dig Out Your Soul                               | Noel                                            | Noel                                            | 3:03                                            | [ 167 ]                                         |
| 1994                                            |                                                 | "Whatever"                                                        | Não lançado em álbum                            | Noel · Neil Innes                               | Liam                                            | 6:21                                            | [ 168 ]                                         |
| 2000                                            |                                                 | "Where Did It All Go Wrong?"                                      | Standing on the Shoulder of Giants              | Noel                                            | Noel                                            | 4:26                                            | [ 169 ]                                         |
| 2000                                            |                                                 | "Who Feels Love?"                                                 | Standing on the Shoulder of Giants              | Noel                                            | Liam                                            | 5:44                                            | [ 170 ]                                         |
| 2006                                            |                                                 | "Who Put the Weight of the World on My Shoulders?"                | Trilha sonora de Goal!                          | Noel                                            | Noel                                            | 4:07                                            | [ 171 ]                                         |
| 2005                                            |                                                 | "Won't Let You Down"                                              | "Lyla"                                          | Liam                                            | Liam                                            | 2:48                                            | [ 172 ]                                         |
| 1995                                            |                                                 | "Wonderwall"                                                      | (What's the Story) Morning Glory?               | Noel                                            | Liam                                            | 4:18                                            | [ 173 ]                                         |
| 2003                                            |                                                 | "(You've Got) the Heart of a Star"                                | "Songbird"                                      | Noel                                            | Noel                                            | 4:18                                            | [ 29 ]                                          |
| 1995                                            |                                                 | "You've Got to Hide Your Love Away" (versão cover de The Beatles) | "Some Might Say"                                | Lennon · McCartney                              | Noel                                            | 2:16                                            | [ 174 ]                                         |